# RFA Wave Knight (A389)
El RFA Wave Knight (A389) es un buque de aprovisionamiento de la Clase Wave de la Royal Fleet Auxiliary (RFA). Fue puesto en gradas en 1998, botado en 2000 y asignado en 2003.

## Construcción y características
Fue puesto en gradas en 1998, botado en 2000 y asignado en 2003.